# Deise Benício
Deise de Moura Benício (São Rafael, 7 de junho 1991) é uma modelo e miss brasileira. Representante do Estado do Rio Grande do Norte, a mesma alcançou a terceira posição no concurso nacional Miss Brasil 2014 e também foi a representante brasileira no certame de Miss Beleza Internacional 2014, no Japão.
Deise cursa direito em Brasília.

## Concursos de Beleza

### Miss Rio Grande do Norte

#### 2010
Deise representou a cidade de Macaíba. Esteve no Top 10 como a mais votada pelo público, via internet. O concurso elegeu Joyce Cristiny Silva, de Serrinha dos Pintos, e Deise foi segunda colocada. O evento ocorreu no espaço Vila Hall na capital do estado, Natal.
A sua segunda tentativa no concurso aconteceu quatro anos mais tarde, após um disputadíssimo concurso municipal em São Gonçalo do Amarante, onde o público se dividiu entre ela e a então vice colocada, Vanessa Muniz.

#### 2014
Realizado na cidade de Natal, no Hotel Vila Hall, tendo como tema o fundo do mar, foi no Miss RN 2014 que Deise Benício voltou na tentativa de receber a coroa estadual. Representando São Gonçalo do Amarante e concorrendo com outras vinte e quatro candidatas, a são-rafaelense foi eleita Miss Rio Grande do Norte 2014, recebendo a coroa e a faixa das mãos de sua antecessora, Cristina Alves.

### Miss Brasil
Com o título estadual, a potiguar seguiu rumo ao tradicional e anual concurso de Miss Brasil, realizado dessa vez, em Fortaleza, no Ceará, pela segunda vez. Deise conseguiu destaque devido a sua beleza e simpatia aliada ao seu carisma. A mesma configurou o Top 3 na final, ao lado de Melissa Gurgel, representante do Ceará e Fernanda Leme, representante de São Paulo. Deise se classificou em terceiro lugar a nível nacional, melhor posição desde a então quase vitória de sua conterrânea Kelly Fonsêca, que conquistou o segundo lugar no ano de 2012. Logo após o Miss Brasil, a modelo potiguar recebeu o convite para representar o seu país em Tóquio, no Japão, no Miss Beleza Internacional, sendo assessorada por sua coordenação estadual e a nível nacional pelo ex-diretor do Miss Brasil, Boanerges Gaeta Jr.

### Miss Internacional
Confinada por 18 dias no Miss Beleza Internacional 2014, a potiguar foi selecionada para compor o grupo de dez semifinalistas do concurso (Top 10), porém não foi bem na resposta final, respondendo em português sem ajuda de tradutor.
Deise deu a quarta colocação seguida ao Brasil em 2014 no concurso vencido pela porto-riquenha Valerie Hernández.
Nota: Para ver todas as classificações das representantes brasileiras no concurso, vá até Brasil no Miss Internacional

## Resumo de competições
| Concurso                                      | Representou             | Ano  |
| --------------------------------------------- | ----------------------- | ---- |
| Elite Model Look (Etapa Nordeste - Vencedora) | Rio Grande do Norte     | 2006 |
| Miss Rio Grande do Norte (2º. Lugar)          | Macaíba                 | 2010 |
| Miss Terra Brasil                             | São Rafael              | 2011 |
| Miss São Gonçalo do Amarante (Vencedora)      | Jardim Lola             | 2014 |
| Miss Rio Grande do Norte (Vencedora)          | São Gonçalo do Amarante | 2014 |
| Miss Brasil (3º. Lugar)                       | Rio Grande do Norte     | 2014 |
| Miss Beleza Internacional (Semifinalista)     | Brasil                  | 2014 |
| Miss Brasil Supranacional (Vencedora)         | Distrito Federal        | 2021 |
| Miss Supranacional                            | Brasil                  | 2021 |